# پابلو اورتاسون
پابلو اورتاسون (اسپانیایی: Pablo Urtasun‎؛ زادهٔ ۲۹ مارس ۱۹۸۰) دوچرخه‌سوار اهل اسپانیا است.
از باشگاه‌هایی که در آن رکاب زده‌است می‌توان به تیم دوچرخه‌سواری سول برزیل، تیم تینکوف، و ایوسکالتل-ایوسکادی اشاره کرد.